# Konstantin von Notz
Konstantin von Notz, né le 21 janvier 1971, est un homme politique allemand.